# Snowpoet
Snowpoet è un gruppo musicale con base a Londra nato nel 2014 dalla collaborazione tra Laura Kinsella e Chris Hyson.

## Storia del gruppo
Il gruppo si è costruito a Londra attorno al duo della cantante Lauren Kinsella e del polistrumentista Chris Hyson. La band si è formata alla Royal Academy of Music e crebbe fino a includere artisti della scena jazz londinese come il batterista Dave Hamblett, il pianista Matt Robinson, il chitarrista Nick Costley-White e il sassofonista Josh Arcoleo.
Kinsella si è trasferita da Dublino a Londra nel 2010, dove ha conseguito un master alla Royal Academy of Music.
Dopo aver cantato in duo con Sarah Buechi (Sessile Oak, 2009), ha lavorato sulla scena jazz britannica (tra gli altri) con Laura Jurds Chaos Orchestra (Island Mentality) e nella band Thought-Fox, vincitrice del Music Network’s Young Musicwide Award per il 2010-2013.
Nel 2012 ha co-prodotto All This Talk About (Wide Ear Records) con Alex Huber. Ha anche suonato in duo con il sassofonista Tom Challenger e nel sestetto Abhra, guidato dal sassofonista francese Julien Pontivanne. Ha anche lavorato con Ian Wilson (I Burn for You) e nel progetto teatrale The Last Siren.
Kinsella è stata insignita del Kenny Wheeler Prize 2013. Nel 2015 è stata borsista della Birmingham Jazzlines Fellowship.
 Nel 2016 ha ricevuto un Women Make Music Award dalla PRS Music Foundation ed è stata nominata vocalista dell'anno nei Jazz FM Awards, mentre nel 2017 ha vinto un Jazz Composition Fellowship Awards dalla Arts Foundation.
Kinsella insegna jazz al Leeds College of Music.
Chris Hyson è un polistrumentista, produttore e compositore londinese. Dopo aver iniziato la sua formazione musicale presso il Royal Welsh College of Music & Drama (BMus), Hyson ha ottenuto un Master presso la Royal Academy of Music di Londra, bilanciando performance, composizione e produzione.
Chris ha pubblicato 7 EP: ‘Little Moon Man’ (2013), 'Alive With Closed Eyes’ (2013), ‘Paradise’ (2014), ‘Human Error’ (2017), ‘Still Life (2019), ‘Cuddle Kitchen Vol. 1 & 2’ (2020).
Come musicista, Chris si è esibito con vari artisti di generi diversi, tra cui la cantautrice inglese Mara Carlyle (EMI), il batterista/produttore Richard Spaven (José James e Jameszoo), l'artista folk Sam Lee, il rapper britannico TY, il vincitore di tre Grammy Award Bill Laurance, il cantautore Jamie Doe, gli artisti della Rough Trade Records Josienne Clarke e Ben Walker e la cantante jazz Hailey Tuck.
Chris ha composto diverse colonne sonore ed è produttore della cantante e compositrice jazz Emilia Martensson, della cantautrice e cantante folk alternativa Laura Fell e di Jordan Rakei.
Il debutto come Snowpoet è avvenuto nel 2014 con l'extended play autoprodotto Butterfly, seguito dall'album Snowpoet pubblicato dalla Two Rivers Records nel 2016 e con Thought You Knew nel 2018 e Wait For Me nel 2021 pubblicati dalla Edition Records.

## Stile musicale
Il loro album di debutto Snowpoet del 2016 è stato paragonato ai lavori di artisti come Björk e Ólöf Arnalds, con influenze diverse come Baths, Flying Lotus, Joni Mitchell, Keith Jarrett e Ravel.
Il secondo album Thought You Knew del 2018 è stata recensito da Clash Music come "un gioiello dalle mille sfaccettature" che trae un'influenza profonda dal jazz ma con fantasia. L'album è stato seguito da un tour europeo in 19 date. Thought You Knew è stato valutato dalla National Public Radio USA come uno dei migliori album jazz del 2018.
Anche il terzo album Wait For Me segue le tracce del chamber-folk-jazz, ma con innovazioni che rendono il risultato originale, esaltato dalla voce di Lauren Kinsella.

## Formazione
- Lauren Kinsella: voce, testi;
- Chris Hyson: basso elettrico, contrabbasso, tastiere, sintetizzatore, pianoforte, chitarra acustica, pianoforte elettrico Wurlitzer.
- Matthew Robinson: pianoforte, tastiere, sintetizzatore;
- Dave Hamblett: percussioni;
- Nicholas Costley-White: chitarra acustica, chitarra elettrica;
- Josh Arcoleo: voce, sintetizzatore, sassofono tenore.

## Discografia

### Album in studio
- 2016: Snowpoet (Two Rivers Records)
- 2018: Thought You Knew (Edition Records)
- 2021: Wait For Me (Edition Records)

### Extended play
- 2014: Butterfly